# Slavko Štimac

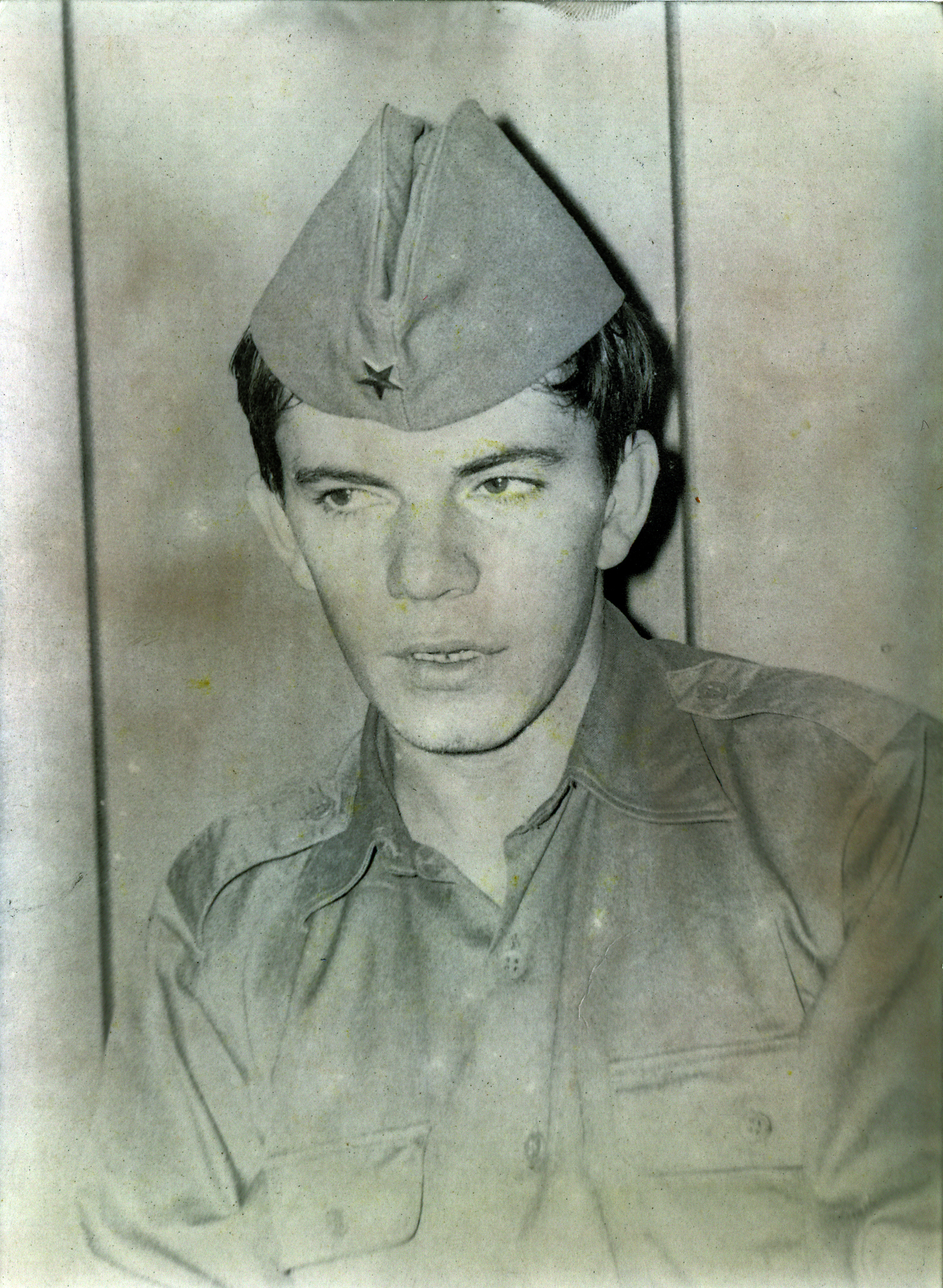
Slavko Štimac (1985)

Slavko Štimac (serbisch-kyrillisch Славко Штимац; * 15. Oktober 1960 in Konjsko Brdo bei Perušić, Region Lika in SR Kroatien, Jugoslawien) ist ein serbischer Filmschauspieler. Er wurde bereits in den 1970er Jahren durch zahlreiche Kinder- und Jugendrollen bekannt.
1977 spielte er im international besetzen Film Steiner – Das Eiserne Kreuz die Rolle eines sowjetischen Kindersoldaten, der von den Deutschen aufgegriffen wurde. Unter der Regie von Emir Kusturica gab er 1981 die Hauptfigur in Erinnerst Du Dich an Dolly Bell?. Eine weitere Rolle in einem Kusturica-Film spielte er in Das Leben ist ein Wunder (2004). Dort verkörperte Štimac die Hauptrolle Luka, einen leicht exzentrischen Fantasten, der mitten in den Wirren des zerfallenden Landes Jugoslawien den Wiederaufbau einer Bahnstrecke als Touristenattraktion plant. Bereits 9 Jahre zuvor war Slavko Štimac in Underground (ebenfalls von Kusturica) zu sehen.